# Kronisk pyelonefrit
Kronisk pyelonefrit (KP) är en kronisk interstitiell nefrit med koppling till urinreflux tidigt i livet och ärr i njuren. Det finns en genetisk komponent i sjukdomen. Hinder i urinvägarna är kopplat till sjukdomen. Artärerna i njuren är smala och mycket protein i urinen och högt blodtryck kan förekomma.

## Symtom
Ofta känns inget direkt från njuren. Ökad urineringsfrekvens och ryggsmärtor är vanliga. Ibland förekommer svaghet och svimning på grund av saltförluster från urinen.

## Utredning
Ultraljud ska göras för att se om njurarna är förminskade. Urinen ska odlas för att få fram eventuella bakterier. Så kallad miktionsurethrocytografi ska göra för att få fram om avflödeshinder eller reflux föreligger.

## Behandling
Glukoslösning med insulin samt resonium kan användas som behandling vid hyperkalemi. Kost med lågt proteininnehåll ges. EPO kan ges för att motverka eventuell anemi. Vid allvarlig sjukdom bör njurtransplantation övervägas. Om infektion finns ska den behandlas. Ibland kan man nödgas ta bort njuren.